# Região Geográfica Imediata de Jales
A Região Geográfica Imediata de Jales é uma das 53 regiões imediatas do estado brasileiro de São Paulo, uma das seis regiões imediatas que compõem a Região Geográfica Intermediária de São José do Rio Preto e uma das 509 regiões imediatas no Brasil, criadas pelo IBGE em 2017.
É composta por 18 municípios, tendo uma população estimada pelo IBGE para 1.º de julho de 2017, de 112 603 habitantes e uma área total de 3 158,984 km².

## Municípios
Fonte: IBGE – Cidades
| Município         | População Estimada (2017) | Área (km²) |
| ----------------- | ------------------------- | ---------- |
| Aparecida d'Oeste | 4 329                     | 179.004    |
| Aspásia           | 1 842                     | 69.373     |
| Dirce Reis        | 1 785                     | 88.133     |
| Dolcinópolis      | 2 136                     | 77.939     |
| Jales             | 49 110                    | 368.574    |
| Marinópolis       | 2 140                     | 77.827     |
| Mesópolis         | 1 926                     | 148.636    |
| Palmeira d'Oeste  | 9 496                     | 318.74     |
| Paranapuã         | 4 051                     | 140.354    |
| Pontalinda        | 4 519                     | 209.525    |
| Populina          | 4 240                     | 315.938    |
| Santa Albertina   | 5 999                     | 272.692    |
| Santa Salete      | 1 536                     | 79.192     |
| São Francisco     | 2 850                     | 75.579     |
| Suzanápolis       | 3 836                     | 330.587    |
| Turmalina         | 1 827                     | 147.797    |
| Urânia            | 9 148                     | 209.262    |
| Vitória Brasil    | 1 833                     | 49.832     |
| Total             | 112 603                   | 179,004    |